# مارثا ماسترز
مارثا ماسترز (بالإنجليزية: Martha Masters)‏ هي عازفة الغيتار الكلاسيكي أمريكية، ولدت في 23 سبتمبر 1972 في فيربورن في الولايات المتحدة.

## وصلات خارجية
- مارثا ماسترز على موقع ميوزك برينز (الإنجليزية)